# リボン・イン・ザ・スカイ
「リボン・イン・ザ・スカイ」（原題：Ribbon in the Sky）は、アメリカ合衆国の歌手スティーヴィー・ワンダーが1982年に発表した曲である。1982年ビルボード・ホット100では最高54位止まりだったものの、アダルト・コテンポラリ・チャートでは10位を記録した。

## 解説
1982年のベストアルバム『ミュージックエイリアム』からのシングルカット。
2009年にエッセンス誌は同曲を「史上最高のスロージャム25選」にノミネートした。また、2012年にはホイットニー・ヒューストンの葬儀の際にスティーヴィーは同曲を歌唱している。